# Lepitrichula
Lepitrichula är ett släkte av skalbaggar. Lepitrichula ingår i familjen Melolonthidae.
Kladogram enligt Catalogue of Life:
| Lepitrichula | \| \| Lepitrichula luberoensis \| \| \| \| \| \| Lepitrichula ruandana \| \| \| \| \| \| Lepitrichula setosa \| \| \| \| \| \| Lepitrichula vagans \| \| \| \| |
|              | \| \| Lepitrichula luberoensis \| \| \| \| \| \| Lepitrichula ruandana \| \| \| \| \| \| Lepitrichula setosa \| \| \| \| \| \| Lepitrichula vagans \| \| \| \| |
|              | Lepitrichula luberoensis |
|              | |
|              | Lepitrichula ruandana |
|              | |
|              | Lepitrichula setosa |
|              | |
|              | Lepitrichula vagans |
|              | |